# Pseudocardenal
Un pseudocardenal o anticardenal és un cardenal creat per un antipapa. Aquest acte no és reconegut per l'Església catòlica i el nomenament com a cardenal caduca amb la mort del mateix antipapa. Malgrat això, en nombrosos casos, els pseudocardenals van ser reconfirmats pels papes legítims, adquirint així tots els drets d'aquest càrrec.